# 서진여자고등학교
서진여자고등학교(西進女子高等學校)는 대한민국 광주광역시 남구 주월동에 위치한 사립 고등학교이다.

## 학교 연혁
- 1977년 6월 20일 : 학교법인 홍복학원 설립인가
- 1978년 3월 13일 : 광주옥천여자실업전수학교 개교
- 1979년 12월 21일 : 광주옥천여자실업학교 명칭변경
- 1981년 2월 10일 : 제1회 졸업
- 1981년 4월 9일 : 광주옥천여자상업고등학교 명칭변경
- 2001년 9월 21일 : 서진여자고등학교로 교명변경 인가
- 2014년 10월 8일 : 학칙 변경 인가 (보통과 5학급, 경영정보과 5학급, 시각디자인과 1학급, 간호과 4학급)
- 2020년 7월 7일 : 학과 개편 인가(생활체육과 신설)
- 2020년 12월 21일 : 안전학교 지정
- 2024년 1월 5일 : 제44회 63명 졸업(총 졸업생 수 28,164명)
- 2024년 3월 1일 : 박성문 교장 취임

## 설치 학과
- 생활체육과
- 간호과
- 시각디자인과
- 일반학과

## 참고 자료
- 서진여자고등학교 - 한국교육학술정보원 학교알리미